# Persone di nome Luis
| Questa pagina contiene informazioni ricavate automaticamente dalle voci biografiche con l'ausilio del template Bio e di un bot. L'aggiornamento è periodico e automatico e ricostruisce completamente la pagina. Se manca una persona in questa lista, sei pregato di non aggiungerla, ma accertati piuttosto che la sua voce biografica contenga il template Bio e che i dati anagrafici siano correttamente compilati. Se il template Bio manca, inseriscilo tu stesso o, in alternativa, metti l'avviso {{tmp\|Bio}} che ne segnala la mancanza. Se i dati riportati sono sbagliati, correggi direttamente la voce biografica; le modifiche saranno visibili in questa lista entro pochi giorni. Per chiarimenti vedi il progetto antroponimi. La lista contiene solo le 870 persone che sono citate nell'enciclopedia e per le quali è stato implementato correttamente il template Bio. Pagina aggiornata al 6 ago 2025. |

Questa è una lista di persone presenti nell'enciclopedia che hanno il nome Luis, suddivise per attività principale.

## Allenatori di calcio(43)
- Koldo Aguirre, allenatore di calcio e calciatore spagnolo (Sondika, n. 1939 - Bilbao, † 2019)
- Lucas Alcaraz, allenatore di calcio spagnolo (Granada, n. 1966)
- Luis Arnáez, allenatore di calcio e ex calciatore costaricano (Guanacaste, n. 1967)
- Luis Carrión, allenatore di calcio e ex calciatore spagnolo (Barcellona, n. 1979)
- Dado Cavalcanti, allenatore di calcio brasiliano (Arcoverde, n. 1981)
- Luis Cembranos, allenatore di calcio e ex calciatore svizzero (Lucerna, n. 1972)
- Luis Fernando Centi, allenatore di calcio e ex calciatore italiano (Savona, n. 1976)
- Luis Cid, allenatore di calcio e calciatore spagnolo (Allariz, n. 1929 - Allariz, † 2018)
- Luis Cubilla, allenatore di calcio e calciatore uruguaiano (Paysandú, n. 1940 - Asunción, † 2013)
- Luis César Sampedro, allenatore di calcio e ex calciatore spagnolo (Vilagarcía de Arousa, n. 1966)
- Luis de la Fuente, allenatore di calcio e ex calciatore spagnolo (Haro, n. 1961)
- Luis Fernández, allenatore di calcio e ex calciatore spagnolo (Tarifa, n. 1959)
- Luis Enrique Flores, allenatore di calcio e ex calciatore messicano (Città del Messico, n. 1961)
- Luis Miguel Gail, allenatore di calcio e ex calciatore spagnolo (Valladolid, n. 1961)
- Luis Augusto García, allenatore di calcio e ex calciatore colombiano (n. 1950)
- Luis García Plaza, allenatore di calcio e ex calciatore spagnolo (Madrid, n. 1972)
- Luis Armelio García, allenatore di calcio cubano (L'Avana, n. 1967)
- Lucho González, allenatore di calcio e ex calciatore argentino (Buenos Aires, n. 1981)
- Luchi Gonzalez, allenatore di calcio e ex calciatore statunitense (Hialeah, n. 1980)
- Luis Grecco, allenatore di calcio uruguaiano
- Luis Ibarra, allenatore di calcio cileno (Concepción, n. 1937 - Santiago del Cile, † 2013)
- Luis Islas, allenatore di calcio e ex calciatore argentino (Buenos Aires, n. 1965)
- Luis Grimaldi, allenatore di calcio uruguaiano (n. 1937 - Guayaquil, † 2020)
- Luis Enrique, allenatore di calcio e ex calciatore spagnolo (Gijón, n. 1970)
- Luis García Fernández, allenatore di calcio e ex calciatore spagnolo (Oviedo, n. 1981)
- Luis Milla, allenatore di calcio e ex calciatore spagnolo (Teruel, n. 1966)
- Luis Miró, allenatore di calcio e calciatore spagnolo (Barcellona, n. 1913 - Barcellona, † 1991)
- Luis Molowny, allenatore di calcio e calciatore spagnolo (Santa Cruz de Tenerife, n. 1925 - Las Palmas de Gran Canaria, † 2010)
- Luis Fernando Montoya, allenatore di calcio colombiano (Caldas, n. 1961)
- Luis Musrri, allenatore di calcio e ex calciatore cileno (Mallarauco, n. 1969)
- Patricio Ormazábal, allenatore di calcio e ex calciatore cileno (Curicó, n. 1979)
- Luis Amaranto Perea, allenatore di calcio e ex calciatore colombiano (Turbo, n. 1979)
- Luis Pompilio Páez, allenatore di calcio e ex calciatore colombiano (Medellín, n. 1959)
- Luis Ramallo, allenatore di calcio e ex calciatore boliviano (Cochabamba, n. 1963)
- Luis Ramírez Zapata, allenatore di calcio e ex calciatore salvadoregno (San Salvador, n. 1954)
- Luis Miguel Ramis, allenatore di calcio e ex calciatore spagnolo (Tarragona, n. 1970)
- Luis Alberto Redher, allenatore di calcio e ex calciatore peruviano (Huaral, n. 1964)
- Luis Santibáñez, allenatore di calcio cileno (Antofagasta, n. 1936 - Santiago del Cile, † 2008)
- Luis Alfonso Sosa, allenatore di calcio e ex calciatore messicano (Guadalajara, n. 1967)
- Luis Suárez, allenatore di calcio e ex calciatore colombiano (Medellín, n. 1959)
- Luis Fernando Tena, allenatore di calcio e ex calciatore messicano (Città del Messico, n. 1958)
- Luis Tevenet, allenatore di calcio e ex calciatore spagnolo (Siviglia, n. 1973)
- Luis Zubeldía, allenatore di calcio e ex calciatore argentino (Santa Rosa, n. 1981)

## Allenatori di pallacanestro(6)
- Luis Flores Matías, allenatore di pallacanestro e ex cestista dominicano (San Pedro de Macorís, n. 1981)
- Luis Guil, allenatore di pallacanestro e dirigente sportivo spagnolo (Siviglia, n. 1971)
- Luis Casimiro, allenatore di pallacanestro spagnolo (Villamayor de Calatrava, n. 1960)
- Mario Pesquera, allenatore di pallacanestro spagnolo (León, n. 1952)
- Luis Pierri, allenatore di pallacanestro e ex cestista uruguaiano (Montevideo, n. 1963)
- Luis Valenzuela González, allenatore di pallacanestro cileno (Santiago del Cile, n. 1915 - Santiago del Cile, † 2007)

## Altisti(2)
- Luis Castro, altista portoricano (Carolina, n. 1991)
- Luis Zayas, altista cubano (Santiago di Cuba, n. 1997)

## Ammiragli(2)
- Luis Carrero Blanco, ammiraglio e politico spagnolo (Santoña, n. 1904 - Madrid, † 1973)
- Luis Giampietri, ammiraglio e politico peruviano (Callao, n. 1940 - Lima, † 2023)

## Antropologi(1)
- Luis Eduardo Luna, antropologo colombiano (Florencia, n. 1947)

## Arbitri di calcio(2)
- Luis Celleri, arbitro di calcio argentino
- Luis Medina Cantalejo, ex arbitro di calcio spagnolo (Siviglia, n. 1964)

## Architetti(2)
- Luis Barragán, architetto e ingegnere messicano (Guadalajara, n. 1902 - Città del Messico, † 1988)
- Luis Gutiérrez Soto, architetto spagnolo (Madrid, n. 1900 - Madrid, † 1977)

## Arcieri(1)
- Luis Álvarez, arciere messicano (Mexicali, n. 1991)

## Arcivescovi cattolici(9)
- Luis Javier Argüello García, arcivescovo cattolico spagnolo (Meneses de Campos, n. 1953)
- Luis Augusto Castro Quiroga, arcivescovo cattolico colombiano (Bogotà, n. 1942 - Chía, † 2022)
- Luis de Cardona, arcivescovo cattolico spagnolo (Castell d'Arbeca, n. 1488 - Tarragona, † 1532)
- Luis Antonio Folgueras Sión, arcivescovo cattolico spagnolo (Villavaler, n. 1769 - Granada, † 1850)
- Luis Alberto Huamán Camayo, arcivescovo cattolico peruviano (Tarma, n. 1970)
- Luis Fernando Ramos Pérez, arcivescovo cattolico cileno (Santiago del Cile, n. 1959)
- Luis Robles Díaz, arcivescovo cattolico messicano (El Grullo, n. 1938 - Roma, † 2007)
- Luis Fernando Rodríguez Velásquez, arcivescovo cattolico colombiano (Medellín, n. 1959)
- Luis Alfonso de los Cameros, arcivescovo cattolico spagnolo (Alcalá de los Gazules, n. 1600 - Valencia, † 1676)

## Artisti(3)
- Luis Camnitzer, artista uruguaiano (Lubecca, n. 1937)
- Luis Molinari, artista ecuadoriano (Guayaquil, n. 1929 - Quito, † 1994)
- Luis Rey, artista e illustratore spagnolo (n. 1955)

## Assassini seriali(1)
- Luis Alfredo Garavito, serial killer colombiano (Génova, n. 1957 - Valledupar, † 2023)

## Astronomi(1)
- Luis Eduardo González, astronomo cileno

## Attori(15)
- Luis Alberni, attore spagnolo (Barcellona, n. 1886 - Hollywood, † 1962)
- Luis Barbero, attore spagnolo (Madrid, n. 1916 - Madrid, † 2005)
- Luis Bayardo, attore e doppiatore messicano (Tecolotlán, n. 1935)
- Luis Fernando Bohórquez, attore colombiano (Bogotà, n. 1966)
- Luis Cuenca, attore spagnolo (Navalmoral de la Mata, n. 1921 - Madrid, † 2004)
- Luis Dávila, attore argentino (Buenos Aires, n. 1927 - Buenos Aires, † 1998)
- Luis Gnecco, attore, attore teatrale e attore televisivo cileno (Santiago del Cile, n. 1962)
- Luis Guzmán, attore portoricano (Cayey, n. 1956)
- Luis Hurtado, attore spagnolo (Madrid, n. 1898 - Madrid, † 1967)
- Luis Merlo, attore spagnolo (Madrid, n. 1966)
- Luis Mottura, attore e regista italiano (Torino, n. 1901 - Buenos Aires, † 1972)
- Luis Gerardo Méndez, attore e produttore cinematografico messicano (Aguascalientes, n. 1982)
- Sergio Peris-Mencheta, attore e regista teatrale spagnolo (Madrid, n. 1975)
- Luis Van Rooten, attore statunitense (Città del Messico, n. 1906 - Chatham, † 1973)
- Luis Tosar, attore e musicista spagnolo (Lugo, n. 1971)

## Avvocati(4)
- Luis Almagro, avvocato, diplomatico e politico uruguaiano (Paysandú, n. 1963)
- Luis Barros Borgoño, avvocato e politico cileno (Santiago del Cile, n. 1858 - Santiago del Cile, † 1943)
- Luis Alberto Lacalle, avvocato, giornalista e politico uruguaiano (Montevideo, n. 1941)
- Alberto Otárola, avvocato e politico peruviano (Huaraz, n. 1967)

## Biochimici(1)
- Luis Federico Leloir, biochimico argentino (Parigi, n. 1906 - Buenos Aires, † 1987)

## Bobbisti(1)
- Luis Muñoz Cabrero, bobbista spagnolo (Madrid, n. 1928 - San Pedro Alcántara, † 1989)

## Canoisti(1)
- Luis Gregorio Ramos, ex canoista spagnolo (n. 1953)

## Canottieri(1)
- Luis María Lasúrtegui, ex canottiere spagnolo (Pasaia, n. 1956)

## Cantanti(9)
- Luis Eduardo Aute, cantante, musicista e regista spagnolo (Manila, n. 1943 - Madrid, † 2020)
- Nino Bravo, cantante spagnolo (Aielo de Malferit, n. 1944 - Villarrubio, † 1973)
- Lucho Gatica, cantante, attore e personaggio televisivo cileno (Rancagua, n. 1928 - Città del Messico, † 2018)
- Gary Low, cantante e compositore italiano (Roma, n. 1954)
- Luis Miguel, cantante messicano (San Juan, n. 1970)
- La Prohibida, cantante spagnola (Cadice, n. 1971)
- Luis Rego, cantante e attore portoghese (Lisbona, n. 1943)
- Luis Segura, cantante dominicano (Santa Cruz de Mao, n. 1939)
- Luis Alberto Spinetta, cantante, chitarrista e compositore argentino (Buenos Aires, n. 1950 - Buenos Aires, † 2012)

## Cantautori(3)
- Miguel Bosé, cantautore, attore e ex ballerino spagnolo (Panama, n. 1956)
- Luis Fonsi, cantautore e attore portoricano (San Juan, n. 1978)
- Luis Alberto del Paranà, cantautore e compositore paraguaiano (Altos, n. 1926 - Londra, † 1974)

## Cardinali(14)
- Luis Aponte Martínez, cardinale e arcivescovo cattolico portoricano (Lajas, n. 1922 - Hato Rey, † 2012)
- Luis Belluga Moncada, cardinale e vescovo cattolico spagnolo (Motril, n. 1662 - Roma, † 1743)
- Luis Gerardo Cabrera Herrera, cardinale e arcivescovo cattolico ecuadoriano (Azogues, n. 1955)
- Luis Concha Córdoba, cardinale e arcivescovo cattolico colombiano (Bogotà, n. 1891 - Bogotà, † 1975)
- Luis Pascual Dri, cardinale argentino (Federación, n. 1927 - Buenos Aires, † 2025)
- Luis Manuel Fernández Portocarrero y Guzmán, cardinale e arcivescovo cattolico spagnolo (Palma del Río, n. 1635 - Madrid, † 1709)
- Luis Fernández de Córdoba, cardinale e arcivescovo cattolico spagnolo (Montilla, n. 1696 - Toledo, † 1771)
- Luis Francisco Ladaria Ferrer, cardinale e arcivescovo cattolico spagnolo (Manacor, n. 1944)
- Luis de la Lastra y Cuesta, cardinale e arcivescovo cattolico spagnolo (Cubas, n. 1803 - Siviglia, † 1876)
- Luis María de Borbón y Vallabriga, cardinale e arcivescovo cattolico spagnolo (Cadalso de los Vidrios, n. 1777 - Madrid, † 1823)
- Luis Juan de Milá, cardinale e vescovo cattolico spagnolo (Játiva - Bélgida, † 1510)
- Luis José Rueda Aparicio, cardinale e arcivescovo cattolico colombiano (San Gil, n. 1962)
- Luis Antonio Tagle, cardinale e arcivescovo cattolico filippino (Manila, n. 1957)
- Luis Héctor Villalba, cardinale e arcivescovo cattolico argentino (Buenos Aires, n. 1934)

## Cestisti(44)
- Luis Allende, ex cestista portoricano (Santurce, n. 1970)
- Luis Almanza, cestista venezuelano (Caracas, n. 1991)
- Luis Alvarenga, cestista paraguaiano (Asunción, n. 1938 - † 2013)
- Luis Armendáriz, cestista argentino (n. 1939 - † 2024)
- Luis Arrosa, ex cestista uruguaiano (n. 1974)
- Luis Bethelmy, cestista venezuelano (Güiria, n. 1986)
- Luis Brignoni, ex cestista portoricano (Bayamón, n. 1953)
- Luis Carrasco, cestista cileno (Santiago del Cile, n. 1915)
- Luis Carrillo, cestista venezuelano (Valencia, n. 1993)
- Luis Cequeira, cestista argentino (Resistencia, n. 1985)
- Luis Cuenca, ex cestista messicano (n. 1976)
- Joël Curbelo, ex cestista portoricano (Río Piedras, n. 1974)
- Luis Da Silva Jr., cestista e attore statunitense (Elizabeth, n. 1982)
- Luis Figge, cestista tedesco (Korbach, n. 1997)
- Luis García Guido, ex cestista uruguaiano (Montevideo, n. 1941)
- Luis Gardella, cestista peruviano (Callao, n. 1919)
- Luis Grajeda, cestista messicano (Città del Messico, n. 1937 - Monterrey, † 2019)
- Luis Ibaseta, cestista cileno (Valparaíso, n. 1913 - Viña del Mar, † 1987)
- Luis Jacob, cestista peruviano (Lima, n. 1912)
- Luis Jiménez Guevara, ex cestista venezuelano (Sucre, n. 1962)
- Luis Julio, cestista venezuelano (Caracas, n. 1980)
- Luis Köster, cestista uruguaiano (n. 1942 - Ciudad de la Costa, † 2021)
- Luis Larrosa, cestista uruguaiano (Montevideo, n. 1958 - Blanes, † 2023)
- Luis Ljubetich, cestista paraguaiano (Asunción, n. 1987)
- Felipe López, ex cestista dominicano (Santo Domingo, n. 1974)
- Luis Martín, cestista e dirigente sportivo argentino (Concordia, n. 1913 - Buenos Aires, † 1996)
- Luis Montero Carrasco, cestista dominicano (Santo Domingo, n. 1993)
- Luis Murillo, ex cestista colombiano (Cali, n. 1961)
- Sinclair Murrell, ex cestista panamense (Panama, n. 1947)
- Luis Oroño, ex cestista e allenatore di pallacanestro argentino (Rosario, n. 1955)
- Luis María Prada, ex cestista spagnolo (San Sebastián, n. 1953)
- Manolo Prince, ex cestista dominicano (Santo Domingo, n. 1950)
- Luis Salvadores, cestista cileno (Lanco, n. 1932 - Temuco, † 2014)
- Luis Sánchez, cestista peruviano (n. 1916 - † 2001)
- Luis Carlos Santiago, ex cestista spagnolo (Errenteria, n. 1946)
- Luis Miguel Santillana, ex cestista spagnolo (Barcellona, n. 1951)
- Luis Silveira, ex cestista uruguaiano (Montevideo, n. 1971)
- Luis Trujillano, cestista spagnolo (Jerez de la Frontera, n. 1933 - Madrid, † 2016)
- Luis Villa, cestista argentino (Buenos Aires, n. 1936 - † 2012)
- Luis Villafañe, ex cestista portoricano (San Juan, n. 1981)
- Luis Villar, ex cestista argentino (Carrilobo, n. 1967)
- Fernando Wong, cestista e allenatore di pallacanestro messicano (n. 1952 - Guadalajara, † 2016)
- Luis Zoff, cestista argentino († 2019)
- Ignacio de la Vega, cestista messicano (San Luis Potosí, n. 1914 - Tijuana, † 1974)

## Chimici(1)
- Luis Ernesto Miramontes Cárdenas, chimico messicano (Tepic, n. 1925 - Città del Messico, † 2004)

## Ciclisti su strada(12)
- Alberto Camargo, ex ciclista su strada colombiano (Duitama, n. 1965)
- Luis Herrera, ex ciclista su strada colombiano (Fusagasugá, n. 1961)
- Luis Laverde, ex ciclista su strada colombiano (Urrao, n. 1979)
- Luís Gomes, ciclista su strada portoghese (Vila Nova de Gaia, n. 1994)
- Luis Javier Lukin, ex ciclista su strada spagnolo (Oteiza, n. 1963)
- Luis Ángel Maté, ex ciclista su strada spagnolo (Madrid, n. 1984)
- Luis Alberto Ordiales, ex ciclista su strada spagnolo (Noreña, n. 1952)
- Luis Otaño, ex ciclista su strada e ciclocrossista spagnolo (Rentería, n. 1934)
- Luis Pasamontes, ciclista su strada spagnolo (Oviedo, n. 1979)
- Luis Pérez Rodríguez, ex ciclista su strada spagnolo (Torrelaguna, n. 1974)
- Luis León Sánchez, ex ciclista su strada spagnolo (Mula, n. 1983)
- Luis Pedro Santamarina, ciclista su strada spagnolo (Gallarta, n. 1942 - Portugalete, † 2017)

## Compositori(6)
- Luis Advis, compositore e docente cileno (Iquique, n. 1935 - Santiago del Cile, † 2004)
- Luis Bordón, compositore e musicista paraguaiano (Guarambaré, n. 1926 - Asunción, † 2006)
- Luis de Milán, compositore spagnolo († 1561)
- Luys de Narváez, compositore spagnolo (Granada, n. 1500)
- Luis de Pablo, compositore spagnolo (Bilbao, n. 1930 - Madrid, † 2021)
- Luis Venegas de Henestrosa, compositore spagnolo (Écija, n. 1510 - Taracena, † 1570)

## Diplomatici(3)
- Luis Martins de Souza Dantas, diplomatico brasiliano (Rio de Janeiro, n. 1876 - Parigi, † 1954)
- Luis Mercader Escolano, diplomatico, vescovo cattolico e monaco cristiano spagnolo (Sagunto, n. 1444 - Buñol, † 1516)
- Luis Subercaseaux, diplomatico, calciatore e velocista cileno (Santiago del Cile, n. 1882 - † 1973)

## Direttori della fotografia(1)
- Gabriel Beristáin, direttore della fotografia messicano (Città del Messico, n. 1955)

## Dirigenti sportivi(6)
- Luis d'Antín, dirigente sportivo e pilota motociclistico spagnolo (Madrid, n. 1964)
- Luis Helguera, dirigente sportivo, allenatore di calcio e ex calciatore spagnolo (Ferrol, n. 1976)
- Luis Minuto, dirigente sportivo argentino
- Luis Puig, dirigente sportivo spagnolo (Alcúdia, n. 1915 - Valencia, † 1990)
- Luis Scola, dirigente sportivo e ex cestista argentino (Buenos Aires, n. 1980)
- Luis de Carlos, dirigente sportivo spagnolo (Madrid, n. 1907 - Madrid, † 1994)

## Disc jockey(1)
- Little Louie Vega, disc jockey statunitense (New York, n. 1965)

## Discoboli(1)
- Luis Delís, ex discobolo e pesista cubano (Guantánamo, n. 1957)

## Disegnatori(1)
- Luis Quiles, disegnatore spagnolo

## Doppiatori(1)
- Luis Alfonso Mendoza, doppiatore e direttore del doppiaggio messicano (Città del Messico, n. 1964 - Città del Messico, † 2020)

## Drammaturghi(2)
- Luis Valdez, drammaturgo, regista e sceneggiatore statunitense (Delano, n. 1940)
- Luis Vélez de Guevara, drammaturgo spagnolo (Écija, n. 1579 - Madrid, † 1644)

## Economisti(3)
- Luis Caputo, economista e politico argentino (Buenos Aires, n. 1965)
- Luis María Linde, economista spagnolo (Madrid, n. 1945)
- Luis María Pastor Coxo, economista e politico spagnolo (Barcellona, n. 1804 - Madrid, † 1872)

## Esploratori(2)
- Luis Fajardo de Córdoba, esploratore spagnolo (Murcia - Madrid, † 1617)
- Luis de la Torre, esploratore spagnolo

## Filosofi(1)
- Luis Abad Carretero, filosofo spagnolo (Almería, n. 1895 - Gádor, † 1971)

## Fisici(1)
- Luis Álvarez, fisico statunitense (San Francisco, n. 1911 - Berkeley, † 1988)

## Fotografi(2)
- Orlando Lagos, fotografo cileno (Santiago del Cile, n. 1913 - Santiago del Cile, † 2007)
- Luis Marden, fotografo, esploratore e regista statunitense (Chelsea, n. 1913 - Arlington, † 2003)

## Fumettisti(2)
- Luis García Gallo, fumettista spagnolo (Toro, n. 1907 - Barcellona, † 2001)
- Lucho Olivera, fumettista argentino (Corrientes, n. 1942 - Buenos Aires, † 2005)

## Genealogisti(1)
- Luis de Salazar y Castro, genealogista spagnolo (Valladolid, n. 1658 - Madrid, † 1774)

## Generali(9)
- Luis Altamirano, generale e politico cileno (Concepción, n. 1876 - Santiago del Cile, † 1938)
- Luis Firmin de Carvajal, generale spagnolo (Lima, n. 1752 - Sant Llorenç de la Muga, † 1794)
- Luis Cresencio Sandoval, generale messicano (Ensenada, n. 1960)
- Luis Fernández de Córdoba y Arce, generale e navigatore spagnolo (El Carpio, n. 1593 - Madrid, † 1673)
- Luis García Meza Tejada, generale e politico boliviano (La Paz, n. 1929 - La Paz, † 2018)
- Luis de Guzmán Ponce de Leon, generale e politico spagnolo (Marchena, n. 1605 - Milano, † 1668)
- Luis de Benavides Carrillo, generale e politico spagnolo (Valencia, n. 1608 - Madrid, † 1668)
- Luis Medina Barrón, generale e diplomatico messicano (Jerez de García Salinas, n. 1871 - Città del Messico, † 1937)
- Luis Merlo de la Fuente, generale spagnolo (Valdepeñas)

## Gesuiti(2)
- Luis Alonso Schökel, gesuita spagnolo (Madrid, n. 1920 - Salamanca, † 1998)
- Luis Martín, gesuita spagnolo (Melgar de Fernamental, n. 1846 - Roma, † 1906)

## Giocatori di baseball(6)
- Luis Aparicio, ex giocatore di baseball venezuelano (Maracaibo, n. 1934)
- Luis Arráez, giocatore di baseball venezuelano (San Felipe, n. 1997)
- Luis Ayala, giocatore di baseball messicano (Los Mochis, n. 1978)
- Luis Cessa, giocatore di baseball messicano (Córdoba, n. 1992)
- Luis Severino, giocatore di baseball dominicano (Sabana de la Mar, n. 1994)
- Luis Ulacia, giocatore di baseball cubano (L'Avana, n. 1963)

## Giocatori di calcio a 5(6)
- Luis Amado, ex giocatore di calcio a 5 spagnolo (Madrid, n. 1976)
- Luis Flor, ex giocatore di calcio a 5 paraguaiano (n. 1966)
- Luis Alberto González, ex giocatore di calcio a 5 paraguaiano
- Luis López García, giocatore di calcio a 5 spagnolo (Lugo, n. 1989)
- Luis López, ex giocatore di calcio a 5 argentino (n. 1964)
- Luis Villamayor, ex giocatore di calcio a 5 paraguaiano (n. 1964)

## Giocatori di football americano(2)
- Luis Eduardo, giocatore di football americano brasiliano (n. 1991)
- Luis Sharpe, giocatore di football americano cubano (L'Avana, n. 1960 - † 2025)

## Giocatori di polo(1)
- Luis Duggan, giocatore di polo argentino (Buenos Aires, n. 1906 - † 1987)

## Giornalisti(2)
- Luis Carlos Galán, giornalista, politico e economista colombiano (Bucaramanga, n. 1943 - Bogotà, † 1989)
- Luis Novaresio, giornalista e avvocato argentino (Rosario, n. 1964)

## Giuristi(3)
- Luis Jiménez de Asúa, giurista, diplomatico e politico spagnolo (Madrid, n. 1889 - Buenos Aires, † 1970)
- Luis Legaz Lacambra, giurista, filosofo e sociologo spagnolo (Saragozza, n. 1906 - Madrid, † 1980)
- Luis Ortega Álvarez, giurista spagnolo (Madrid, n. 1953 - Madrid, † 2015)

## Hockeisti su pista(1)
- Lluis Teixido Sala, ex hockeista su pista spagnolo (Les Masies de Voltregà, n. 1978)

## Illustratori(1)
- Luis Royo, illustratore spagnolo (Olalla, n. 1954)

## Imprenditori(3)
- Patricio Crespo, imprenditore, dirigente d'azienda e politico cileno (Cile, n. 1948)
- Luis Gómez-Montejano, imprenditore e dirigente sportivo spagnolo (Madrid, n. 1922 - Madrid, † 2017)
- Luis Noboa Naranjo, imprenditore ecuadoriano (Ambato, n. 1916 - New York, † 1994)

## Informatici(2)
- Luis von Ahn, informatico guatemalteco (Città del Guatemala, n. 1978)
- Luis Falcon, informatico e medico spagnolo (Las Palmas de Gran Canaria, n. 1970)

## Ingegneri(3)
- Luis Collado de Lebrija, ingegnere militare spagnolo (Lebrija)
- Luis Giannattasio, ingegnere e politico uruguaiano (Montevideo, n. 1894 - Montevideo, † 1965)
- Luis Zuegg, ingegnere e imprenditore italiano (Lana, n. 1876 - Bordighera, † 1955)

## Linguisti(1)
- Luis Jorge Prieto, linguista e semiologo argentino (Buenos Aires, n. 1926 - † 1996)

## Lottatori(2)
- Luis Liendo, lottatore venezuelano (Caracas, n. 1980)
- Luis Orta, lottatore cubano (n. 1994)

## Lunghisti(2)
- Luis Felipe Méliz, lunghista cubano (n. 1979)
- Luis Rivera, lunghista messicano (n. 1987)

## Magistrati(1)
- Luis Moreno Ocampo, magistrato e avvocato argentino (Buenos Aires, n. 1952)

## Marciatori(1)
- Luis Fernando López, marciatore colombiano (n. 1979)

## Matematici(1)
- Luis Caffarelli, matematico argentino (Buenos Aires, n. 1948)

## Medici(2)
- Luis Lobera de Ávila, medico spagnolo (Ávila - Aranda de Duero, † 1551)
- Luis Morquio, medico uruguaiano (Montevideo, n. 1867 - † 1935)

## Meteorologi(1)
- Luis Aldaz-Isanta, meteorologo spagnolo (Spagna, n. 1925 - Nuovo Messico, † 2019)

## Mezzofondisti(4)
- Luis Javier González, ex mezzofondista spagnolo (Madrid, n. 1969)
- Luis Grijalva, mezzofondista guatemalteco (Città del Guatemala, n. 1999)
- Luis Alberto Marco, mezzofondista spagnolo (Siviglia, n. 1986)
- Luis Alberto Orta, mezzofondista e maratoneta venezuelano (Caracas, n. 1989)

## Militari(3)
- Luis Navarro Garnica, militare spagnolo (Pamplona, n. 1904 - Madrid, † 1995)
- Luis Pardo, militare, diplomatico e esploratore cileno (Santiago del Cile, n. 1882 - Santiago del Cile, † 1935)
- Luis de Zúñiga y Requesens, militare, diplomatico e politico spagnolo (Barcellona, n. 1528 - Bruxelles, † 1576)

## Missionari(1)
- Luis de Bolaños, missionario spagnolo (Marchena - Buenos Aires, † 1629)

## Musicisti(1)
- Sabu Martinez, musicista e percussionista statunitense (New York City, n. 1930 - Stoccolma, † 1979)

## Navigatori(2)
- Luis Colón de Toledo, navigatore e nobile spagnolo (Santo Domingo, n. 1522 - Orano, † 1572)
- Luis Váez de Torres, navigatore spagnolo

## Nobili(7)
- Luis Francisco de la Cerda y Aragón, nobile e politico spagnolo (El Puerto de Santa María, n. 1660 - Pamplona, † 1711)
- Luis Enríquez de Cabrera y Mendoza, nobile spagnolo (Modica, † 1600)
- Luis Jerónimo de Cabrera, nobile spagnolo (Madrid, n. 1589 - Madrid, † 1647)
- Luis Gonzaga Llanza y Bobadilla, nobile e politico spagnolo (Saragozza, n. 1884 - San Sebastián, † 1970)
- Luis Martínez de Irujo y Artázcoz, nobile spagnolo (Madrid, n. 1919 - Houston, † 1972)
- Luis Antonio Pignatelli de Aragón y Gonzaga, nobile e militare spagnolo (n. 1749 - † 1801)
- Louis François Armand de Vignerot du Plessis de Richelieu, nobile, militare e diplomatico francese (Parigi, n. 1696 - Parigi, † 1788)

## Nuotatori(2)
- Luis Martínez, nuotatore guatemalteco (Città del Guatemala, n. 1995)
- Luis Nicolao, ex nuotatore argentino (Buenos Aires, n. 1944)

## Pallanuotisti(4)
- Luis Aguirrebeña, pallanuotista cileno (Santiago del Cile, n. 1915)
- Luis Díez, pallanuotista argentino (Aurich, n. 1923 - † 2015)
- Luis Gibert, pallanuotista spagnolo (Barcellona, n. 1903 - Barcellona, † 1979)
- Luis Normandín, pallanuotista argentino (n. 1932 - † 2004)

## Pallavolisti(6)
- Luis Bertrán, pallavolista portoricano (n. 1994)
- Luis Díaz, pallavolista venezuelano (Caracas, n. 1983)
- Luis Guillermo García, pallavolista portoricano (Bayamón, n. 1995)
- Luis Rodríguez, ex pallavolista portoricano (n. 1969)
- Luis Sosa, pallavolista cubano (n. 1995)
- Luis Vega, pallavolista portoricano (Corozal, n. 1994)

## Pentatleti(2)
- Luis Carmona, pentatleta cileno (n. 1923 - † 2019)
- Luis Ribera, pentatleta argentino (Chivilcoy, n. 1929 - † 1979)

## Percussionisti(1)
- Luis Conte, percussionista cubano (Santiago di Cuba, n. 1954)

## Pianisti(3)
- Luis Arcaraz, pianista, compositore e direttore d'orchestra messicano (Città del Messico, n. 1910 - Matehuala, † 1963)
- Luis Bacalov, pianista, compositore e direttore d'orchestra argentino (San Martín, n. 1933 - Roma, † 2017)
- Carlos Miranda, pianista, compositore e attore spagnolo (Santiago del Cile, n. 1945 - Granada, † 2016)

## Piloti automobilistici(1)
- Luis Pérez-Sala, ex pilota automobilistico spagnolo (Barcellona, n. 1959)

## Piloti di rally(1)
- Luis Moya, ex copilota di rally spagnolo (La Coruña, n. 1960)

## Piloti motociclistici(1)
- Luis Salom, pilota motociclistico spagnolo (Palma di Maiorca, n. 1991 - Barcellona, † 2016)

## Pittori(10)
- Luis Ricardo Falero, pittore spagnolo (Granada, n. 1851 - Londra, † 1896)
- Luis González Velázquez, pittore spagnolo (Madrid, n. 1715 - Madrid, † 1763)
- Luis Menéndez Pidal, pittore e decoratore spagnolo (Lena, n. 1861 - Madrid, † 1932)
- Luis de Madrazo, pittore spagnolo (Madrid, n. 1825 - Madrid, † 1897)
- Luis Meléndez, pittore spagnolo (Napoli, n. 1716 - Madrid, † 1780)
- Luis Paret, pittore spagnolo (Madrid, n. 1746 - † 1799)
- Luis Tristán, pittore spagnolo (Toledo, n. 1586 - Toledo, † 1624)
- Luis Viracocha, pittore e scultore ecuadoriano (Quito, n. 1954)
- Luis de Carvajal, pittore spagnolo (Toledo, n. 1531 - El Pardo, † 1608)
- Luis de Morales, pittore spagnolo (Badajoz, n. 1509 - Badajoz, † 1586)

## Poeti(11)
- Luis Barahona de Soto, poeta e scrittore spagnolo (Lucena, n. 1548 - Antequera, † 1595)
- Luis Belmonte Bermúdez, poeta e drammaturgo spagnolo (Siviglia, n. 1578 - Madrid, † 1650)
- Luis Cernuda, poeta spagnolo (Siviglia, n. 1902 - Città del Messico, † 1963)
- Luis Costales, poeta, filosofo e politico ecuadoriano (Riobamba, n. 1926 - Riobamba, † 2006)
- Luis García Montero, poeta spagnolo (Granada, n. 1958)
- Luis Muñoz Rivera, poeta, giornalista e politico portoricano (Barranquitas, n. 1859 - Luquillo, † 1916)
- Luis Quiñones de Benavente, poeta, drammaturgo e presbitero spagnolo (Toledo, n. 1581 - Madrid, † 1651)
- Luis J. Rodriguez, poeta e scrittore statunitense (El Paso, n. 1954)
- Luis Rosales, poeta e saggista spagnolo (Granada, n. 1910 - Madrid, † 1992)
- Luis Vidales, poeta colombiano (Calarcá, n. 1904 - Bogotà, † 1990)
- Luis de León, poeta, traduttore e teologo spagnolo (Belmonte, n. 1527 - Madrigal de las Altas Torres, † 1591)

## Presbiteri(3)
- Luis Manuel Cuña Ramos, presbitero spagnolo (Ourense, n. 1966)
- Luis Fernando Intriago Páez, presbitero ecuadoriano (Guayaquil, n. 1956)
- Luis Navarro Marfá, presbitero e giurista spagnolo (San Sebastián, n. 1954)

## Produttori discografici(1)
- Luis Resto, produttore discografico, paroliere e compositore statunitense (Ann Arbor, n. 1961)

## Psichiatri(1)
- Luis Martín-Santos Ribera, psichiatra e scrittore spagnolo (Larache, n. 1924 - Vitoria, † 1964)

## Pugili(5)
- Luis Collazo, pugile statunitense (New York, n. 1981)
- Luis Ángel Firpo, pugile argentino (Junín, n. 1894 - Buenos Aires, † 1960)
- Luis Manuel Rodríguez, pugile cubano (Camagüey, n. 1937 - Miami, † 1996)
- Luis Romero Pérez, pugile spagnolo (Assila, n. 1921 - Barcellona, † 2008)
- Luis Jorge Romero, ex pugile cubano

## Rapper(1)
- Vico C, rapper e cantante statunitense (Brooklyn, n. 1971)

## Registe(1)
- Luis De Filippis, regista e sceneggiatrice canadese

## Registi(14)
- Luis Alcoriza, regista cinematografico, sceneggiatore e attore spagnolo (Badajoz, n. 1921 - Cuernavaca, † 1992)
- Luis César Amadori, regista cinematografico e sceneggiatore italiano (Pescara, n. 1902 - Buenos Aires, † 1977)
- Luis Moglia Barth, regista cinematografico argentino (n. 1903 - Buenos Aires, † 1984)
- Luis Buñuel, regista, sceneggiatore e produttore cinematografico spagnolo (Calanda, n. 1900 - Città del Messico, † 1983)
- Luis María Delgado, regista e sceneggiatore spagnolo (Madrid, n. 1926 - Celorio, † 2007)
- Luis García Berlanga, regista e sceneggiatore spagnolo (Valencia, n. 1921 - Pozuelo de Alarcón, † 2010)
- Luis Llosa, regista peruviano (Lima, n. 1951)
- Luis Lucia, regista e sceneggiatore spagnolo (Valencia, n. 1914 - Madrid, † 1984)
- Luis Mandoki, regista e produttore cinematografico messicano (Città del Messico, n. 1954)
- Luis Ortega, regista e sceneggiatore argentino (San Miguel de Tucumán, n. 1980)
- Luis Prieto, regista spagnolo (Madrid, n. 1970)
- Luis Puenzo, regista cinematografico, sceneggiatore e produttore cinematografico argentino (Buenos Aires, n. 1946)
- Luis Saslavsky, regista cinematografico e sceneggiatore argentino (Rosario, n. 1903 - Buenos Aires, † 1995)
- Luis Gomez Valdivieso, regista, scrittore e sceneggiatore spagnolo (Madrid, n. 1948 - Roma, † 2014)

## Religiosi(3)
- Luis Amigó Ferrer, religioso spagnolo (Massamagrell, n. 1854 - Godella, † 1934)
- Luis Obdulio Arroyo Navarro, religioso guatemalteco (Los Amates, n. 1950 - Los Amates, † 1981)
- Luis de Góngora, religioso, poeta e drammaturgo spagnolo (Cordova, n. 1561 - Cordova, † 1627)

## Rivoluzionari(1)
- Néstor Cerpa Cartolini, rivoluzionario peruviano (Lima, n. 1953 - Lima, † 1997)

## Rugbisti a 15(2)
- Sebastián Levaggi, ex rugbista a 15 uruguaiano (Montevideo, n. 1982)
- Luis Molina, ex rugbista a 15 argentino (San Miguel de Tucumán, n. 1959)

## Scacchisti(3)
- Luis Engel, scacchista tedesco (Amburgo, n. 2002)
- Luis Ramírez de Lucena, scacchista spagnolo
- Luis Paulo Supi, scacchista brasiliano (Catanduva, n. 1996)

## Sceneggiatori(1)
- Don Napy, sceneggiatore e regista cinematografico argentino (Argentina - † 1962)

## Schermidori(4)
- Luis Caplliure, schermidore spagnolo (n. 1979)
- Luis Lucchetti, schermidore argentino (La Plata, n. 1902 - Buenos Aires, † 1990)
- Luis Morales, schermidore e dirigente sportivo cubano (Guanabacoa, n. 1931 - Bridgetown, † 1976)
- Alberto Quiroga, ex schermidore cubano (Santiago di Cuba, n. 1958)

## Sciatori alpini(2)
- Luis Tritscher, sciatore alpino austriaco (n. 2002)
- Luis Vogt, sciatore alpino tedesco (n. 2002)

## Scrittori(10)
- Luis Anriquez, scrittore portoghese
- Luis Araquistáin, scrittore spagnolo (Bárcena de Pie de Concha, n. 1886 - Ginevra, † 1959)
- Luis Mateo Díez, scrittore spagnolo (Villablino, n. 1942)
- Luiz Alfredo Garcia-Roza, scrittore e psicanalista brasiliano (Rio de Janeiro, n. 1936 - Rio de Janeiro, † 2020)
- Luis Landero, scrittore spagnolo (Alburquerque, n. 1948)
- Luis Leante, scrittore, insegnante e blogger spagnolo (Caravaca de la Cruz, n. 1963)
- Luis Palés Matos, scrittore e poeta portoricano (Guayama, n. 1898 - San Juan, † 1959)
- Luis Sepúlveda, scrittore, giornalista e sceneggiatore cileno (Ovalle, n. 1949 - Oviedo, † 2020)
- Luis Alberto Urrea, scrittore statunitense (Tijuana, n. 1955)
- Luis de Ulloa y Pereira, scrittore e poeta spagnolo (Toro, n. 1584 - Toro, † 1674)

## Scultori(1)
- Luis Ortiz Monasterio, scultore messicano (Città del Messico, n. 1906 - Città del Messico, † 1990)

## Slittinisti(1)
- Luis Omedes, slittinista e canottiere spagnolo (Alza, n. 1938 - † 2022)

## Sovrani(1)
- Luis de Santa María Nanacacipactzin, sovrano azteco (Tenochtitlán - † 1565)

## Storici(1)
- Luis de Ávila, storico spagnolo (Plasencia - Toledo)

## Tennisti(5)
- Luis Ayala, tennista cileno (Santiago del Cile, n. 1932 - Houston, † 2024)
- Luis Herrera, ex tennista messicano (Città del Messico, n. 1971)
- Luis Horna, ex tennista peruviano (Lima, n. 1980)
- Luis Lobo, ex tennista argentino (Buenos Aires, n. 1970)
- Luis David Martínez, tennista venezuelano (Barquisimeto, n. 1989)

## Tenori(2)
- Luis Dámaso, tenore spagnolo (Madrid, n. 1969)
- Luis Mariano, tenore e attore spagnolo (Irun, n. 1914 - Parigi, † 1970)

## Teologi(3)
- Luis de Granada, teologo e presbitero spagnolo (Granada, n. 1504 - Lisbona, † 1588)
- Luis López, teologo spagnolo (Madrid, n. 1520 - † 1596)
- Luis de Molina, teologo, giurista e gesuita spagnolo (Cuenca, n. 1535 - Madrid, † 1600)

## Terroristi(1)
- Luis Posada Carriles, terrorista cubano (Cienfuegos, n. 1928 - Miami, † 2018)

## Toreri(1)
- Luis Miguel Dominguín, torero spagnolo (Madrid, n. 1926 - San Roque, † 1996)

## Triplisti(1)
- Luis Brunetto, triplista e lunghista argentino (Rosario, n. 1901 - Rosario, † 1968)

## Trombettisti(1)
- Manuel Mirabal, trombettista cubano (Melena del Sur, n. 1933 - L'Avana, † 2024)

## Tuffatori(2)
- Luis Uribe, tuffatore colombiano (n. 2001)
- Luis Villarroel, tuffatore venezuelano (Caracas, n. 1981)

## Ultramaratoneti(1)
- Luis Alberto Hernando, ultramaratoneta, ex biatleta e ex fondista spagnolo (Burgos, n. 1977)

## Velisti(1)
- Luis Doreste, velista spagnolo (Las Palmas de Gran Canaria, n. 1961)

## Vescovi(1)
- Luis Fernando Castillo Mendez, vescovo venezuelano (Caracas, n. 1922 - Brasilia, † 2009)

## Vescovi cattolici(10)
- Luis Manuel Alí Herrera, vescovo cattolico colombiano (Barranquilla, n. 1967)
- Luis Morao Andreazza, vescovo cattolico e missionario italiano (Vedelago, n. 1939)
- Luis Armando Bambarén Gastelumendi, vescovo cattolico peruviano (Yungay, n. 1928 - Lima, † 2021)
- Luis Franco Cascón, vescovo cattolico spagnolo (Mansilla del Páramo, n. 1908 - San Cristóbal de La Laguna, † 1984)
- Luis Quinteiro Fiuza, vescovo cattolico spagnolo (Vila de Cruces, n. 1947)
- Luis Ángel de las Heras Berzal, vescovo cattolico spagnolo (Segovia, n. 1963)
- Luis Adriano Piedrahita Sandoval, vescovo cattolico colombiano (Palmira, n. 1946 - Santa Marta, † 2021)
- Luis Rafael Zarama Pasqualetto, vescovo cattolico colombiano (Pasto, n. 1958)
- Luis María de Larrea y Legarreta, vescovo cattolico spagnolo (Ugao-Miraballes, n. 1918 - Bilbao, † 2009)
- Luis Marín de San Martín, vescovo cattolico spagnolo (Madrid, n. 1961)

## Viaggiatori(1)
- Luis del Mármol Carvajal, viaggiatore, militare e storico spagnolo (Granada, n. 1520 - Vélez-Málaga, † 1600)

## Violinisti(1)
- Luis Sambucetti, violinista, compositore e direttore d'orchestra uruguaiano (Montevideo, n. 1860 - † 1926)

## Wrestler(2)
- Místico, wrestler messicano (Città del Messico, n. 1982)
- Damian Priest, wrestler statunitense (New York, n. 1982)

## Senza attività specificata(5)
- Luis Elizondo, ex agente segreto statunitense (Miami)
- Luis Enríquez de Guzmán, conte spagnolo († 1667)
- Luis Ram
- Luis de Velasco, spagnolo (Carrión de los Condes, n. 1534 - Siviglia, † 1617)
- Luis de Velasco, spagnolo (Carrión de los Condes, n. 1511 - † 1564)